# Triaenodes excisus
Triaenodes excisus är en nattsländeart som beskrevs av Douglas E. Kimmins 1957. Triaenodes excisus ingår i släktet Triaenodes och familjen långhornssländor. Inga underarter finns listade i Catalogue of Life.